# Georges Philippar
El Georges Philippar fue un paquebote francés botado en 1930. Sufrió un incendio en mayo de 1932 en mitad de una de sus travesías, naufragando a causa del mismo y muriendo 54 personas.

## Descripción
El paquebote Georges Philippar tenía un desplazamiento de 21.448 toneladas y un arqueo de 16.990. Su eslora era de 165,38 metros, su manga de 20,78 y un calado de 14,25. La propulsión estaba confiada a dos motores diésel de diez cilindros de 28¾ pulgadas, con un rendimiento de 3.300 caballos de potencia (2.500 kW). A toda máquina el paquebote podía mantener 18½ nudos de velocidad máxima (34 km/h).

## Historia
El paquebote fue construido por los astilleros de Ateliers et Chantiers de la Loire, en la localidad atlántica de Saint-Nazaire. Fue botado el 6 de noviembre de 1930. El 1 de diciembre sufrió un incendio mientras se desarrollaban los trabajos para la finalización del buque. Se le bautizó con el nombre de Georges Philippar, empresario astillero francés, y fue finalizado en enero de 1932. El Georges Philippar fue construido para la naviera Compagnie des Messageries Maritimes y así reemplazar al Paul Lacat, que había sido destruido en un incendio en diciembre de 1928. El puerto de registro del Georges Philippar fue Marsella. Antes de su viaje inaugural, la policía francesa alertó a los propietarios de que existían amenazas para destruir el buque realizadas en febrero de 1932. El primer viaje oceánico al extranjero llevó al Georges Philippar a Yokohama (Japón), sin ningún incidente. El viaje de regreso recaló en Shanghái (China) y Colombo (Ceilán). El Georges Philippar dejó Colombo con 347 tripulantes y 518 pasajeros a bordo. En dos ocasiones se activó la alarma de incendio aunque no se encontró ninguna señal de fuego.

### Hundimiento
El 16 de mayo mientras el Georges Philippar se encontraba a 145 millas náuticas (269 kilómetros) del Cabo Guardafui, parte de la Somalia Italiana, se desencadenó un incendio en uno de los camarotes. Se tardó en dar aviso por el fuego, el cual se había extendido cuando el capitán Veig fue alertado. Veig decidió intentar alcanzar el puerto de Adén aumentando la velocidad del paquebote, lo cual ocasionó que el incendio cobrara mayor fuerza. Se ordenó abandonar el buque y se realizó una llamada de socorro. Al SOS respondieron tres buques: el petrolero ruso Sovietskaïa Neft, que rescató a 420 personas y las transfirió después al buque de pasajeros francés Andre Lebon que atracó en Yibuti. Posteriormente regresarían a Francia a bordo del General Voyron. Otras 129 personas fueron rescatadas por el buque de carga Contractor de T & J Harrison's y 149 por el también carguero Mahsud perteneciente a la Brocklebank Line's. Estos dos buques trasladaron a los supervivientes hasta el puerto de Adén. El Mahsud recuperó además los cuerpos de 54 de los fallecidos en el incendio, incluyendo el cuerpo sin vida del periodista francés Albert Londres. El 19 de mayo el Georges Philippar se hundía definitivamente en aguas del Golfo de Adén, en las coordenadas 14°20′N 50°25′E / 14.333, 50.417.
Dos de los supervivientes, el señor y la señora Alfred Isaak Lang-Willar, murieron pocos días después en un accidente cuando el vuelo entre Brindisi (Italia) y Marsella en el que viajaban de regreso se estrelló 110 kilómetros al sureste de Roma. La edición de septiembre de 1932 del magacín científico francés La Science et la Vie llevó en su portada una recreación artística del incendio del Georges Philippar.